# Fall of the Republic - The Presidency of Barack Obama
Fall of the Republic - The Presidency of Barack Obama è un film-documentario del 2009 diretto dal regista statunitense Alex Jones disponibile integralmente su YouTube. Esso si propone di spiegare gli oscuri intrecci tra politica e sistema bancario degli Stati Uniti facendo un'analisi sulle cause che hanno portato la crisi economica finanziaria del 2008. Dure sono le accuse mosse nei confronti dell'élite politica ed in particolare nei confronti di Barack Obama, reo secondo il film di essere una sorta di burattinaio nelle mani della Federal Reserve e di promuovere la creazione di un Nuovo ordine mondiale il quale usa l'arma del debito per soggiogare l'intera popolazione mondiale. Aspre critiche sono mosse anche nei confronti di Al Gore e di chi specula sull'ipotesi del riscaldamento globale mediante l'introduzione della Carbon Tax in tutto il mondo occidentale. Altro argomento controverso trattato dal film è quello dell'introduzione in tutti gli Stati Uniti dei campi di concentramento FEMA che secondo il regista serviranno nel momento in cui gli USA decideranno di attuare la legge marziale e quindi di rinchiudervi illegalmente migliaia di cittadini.